# Élections cantonales de 2011 dans la Seine-Maritime
Les élections cantonales ont eu lieu les 20 et 27 mars 2011.

## Contexte départemental

### Assemblée départementale sortante
Avant les élections, le conseil général de la Seine-Maritime est présidé par Didier Marie (PS). Il comprend 69 conseillers généraux issus des 69 cantons de la Seine-Maritime ; 34 d'entre eux sont renouvelables lors de ces élections. 
| Parti                             | Sigle | Élus |
| --------------------------------- | ----- | ---- |
| Majorité (43 sièges)              |       |      |
| Parti socialiste                  | PS    | 30   |
| Parti communiste français         | PCF   | 8    |
| Divers gauche                     | DVG   | 5    |
| Opposition (26 sièges)            |       |      |
| Union pour un mouvement populaire | UMP   | 15   |
| Divers droite                     | DVD   | 10   |
| Mouvement démocrate               | MoDem | 1    |
| Président du conseil général      |       |      |
| Didier Marie (PS)                 |       |      |

## Résultats à l'échelle du département

### Résultats en nombre de sièges
| Parti | Sièges mis en jeu | Élus | Évolution |
| ----- | ----------------- | ---- | --------- |
| PS    | 18                | 20   | +2        |
| UMP   | 7                 | 6    | -1        |
| DVD   | 3                 | 2    | -1        |
| DVG   | 3                 | 3    | =         |
| PCF   | 3                 | 3    | =         |

### Assemblée départementale à l'issue des élections
| Parti                             | Sigle | Élus |
| --------------------------------- | ----- | ---- |
| Majorité (45 sièges)              |       |      |
| Parti socialiste                  | PS    | 32   |
| Parti communiste français         | PCF   | 8    |
| Divers gauche                     | DVG   | 5    |
| Opposition (24 sièges)            |       |      |
| Union pour un mouvement populaire | UMP   | 15   |
| Divers droite                     | DVD   | 9    |
| Président du conseil général      |       |      |
| Didier Marie (PS)                 |       |      |

## Résultats par canton

### Canton d'Aumale
| Candidat       | Candidat             | Étiquette      | Premier tour | Premier tour | Second tour | Second tour |
| Candidat       | Candidat             | Étiquette      | Voix         | %            | Voix        | %           |
| -------------- | -------------------- | -------------- | ------------ | ------------ | ----------- | ----------- |
|                | Virginie Lucot-Avril | UMP            | 1 386        | 48,58        | 1 864       | 67,34       |
|                | Franck Morelle       | PS             | 504          | 17,67        | 904         | 32,66       |
|                | Joël Malmaison       | FN             | 418          | 14,65        |             |             |
|                | Joël Milon           | SE             | 293          | 10,27        |             |             |
|                | Jérôme Auger         | SE             | 186          | 6,52         |             |             |
|                | Édouard Leclerc      | PCF            | 66           | 2,31         |             |             |
|                |                      |                |              |              |             |             |
| Inscrits       | Inscrits             | Inscrits       | 5 331        | 100,00       | 5 323       | 100,00      |
| Abstentions    | Abstentions          | Abstentions    | 2 400        | 45,02        | 2 384       | 44,79       |
| Votants        | Votants              | Votants        | 2 931        | 54,98        | 2 939       | 55,21       |
| Blancs et nuls | Blancs et nuls       | Blancs et nuls | 78           | 2,66         | 171         | 5,82        |
| Exprimés       | Exprimés             | Exprimés       | 2 853        | 97,34        | 2 768       | 94,18       |

### Canton de Bacqueville-en-Caux
| Candidat       | Candidat                | Étiquette      | Premier tour | Premier tour | Second tour | Second tour |
| Candidat       | Candidat                | Étiquette      | Voix         | %            | Voix        | %           |
| -------------- | ----------------------- | -------------- | ------------ | ------------ | ----------- | ----------- |
|                | Martial Hauguel*        | UMP            | 2 023        | 44,85        | 2 515       | 59,23       |
|                | Jean-Paul Philippe      | PS             | 1 048        | 23,23        | 1 731       | 40,77       |
|                | François Delahaye       | FN             | 609          | 13,50        |             |             |
|                | Laure Leforestier       | EÉLV           | 330          | 7,32         |             |             |
|                | Pauline Masson          | PCF            | 270          | 5,99         |             |             |
|                | Jean-Michel Leforestier | DVD            | 231          | 5,12         |             |             |
|                |                         |                |              |              |             |             |
| Inscrits       | Inscrits                | Inscrits       | 8 690        | 100,00       | 8 672       | 100,00      |
| Abstentions    | Abstentions             | Abstentions    | 4 055        | 46,66        | 4 168       | 48,06       |
| Votants        | Votants                 | Votants        | 4 635        | 53,34        | 4 504       | 51,94       |
| Blancs et nuls | Blancs et nuls          | Blancs et nuls | 124          | 2,68         | 258         | 5,73        |
| Exprimés       | Exprimés                | Exprimés       | 4 511        | 97,32        | 4 246       | 94,27       |

*sortant

### Canton de Bellencombre
| Candidat       | Candidat          | Étiquette      | Premier tour | Premier tour | Second tour | Second tour |
| Candidat       | Candidat          | Étiquette      | Voix         | %            | Voix        | %           |
| -------------- | ----------------- | -------------- | ------------ | ------------ | ----------- | ----------- |
|                | Nicolas Bertrand  | DVD            | 780          | 28,81        | 1 365       | 51,70       |
|                | Jean Chomant      | DVG            | 650          | 24,01        | 1 275       | 48,30       |
|                | Jérôme Vadecard   | CNIP           | 524          | 19,36        |             |             |
|                | Guy Rahault       | FN             | 443          | 16,36        |             |             |
|                | Stéphane Lefébure | EÉLV           | 177          | 6,54         |             |             |
|                | Vincent Goupil    | PCF            | 133          | 4,91         |             |             |
|                |                   |                |              |              |             |             |
| Inscrits       | Inscrits          | Inscrits       | 5 664        | 100,00       | 5 674       | 100,00      |
| Abstentions    | Abstentions       | Abstentions    | 2 864        | 50,56        | 2 832       | 49,91       |
| Votants        | Votants           | Votants        | 2 800        | 49,44        | 2 842       | 50,09       |
| Blancs et nuls | Blancs et nuls    | Blancs et nuls | 93           | 3,32         | 202         | 7,11        |
| Exprimés       | Exprimés          | Exprimés       | 2 707        | 96,68        | 2 640       | 92,89       |

### Canton de Blangy-sur-Bresle
| Candidat       | Candidat           | Étiquette      | Premier tour | Premier tour | Second tour | Second tour |
| Candidat       | Candidat           | Étiquette      | Voix         | %            | Voix        | %           |
| -------------- | ------------------ | -------------- | ------------ | ------------ | ----------- | ----------- |
|                | Marie Le Vern      | PS             | 1 887        | 43,13        | 2 499       | 59,46       |
|                | Jean-Claude Quénot | SE             | 1 251        | 28,59        | 1 704       | 40,54       |
|                | Patricia Argentin  | FN             | 821          | 18,77        |             |             |
|                | François Druine    | PCF            | 237          | 5,42         |             |             |
|                | Véronique Moinet   | EÉLV           | 179          | 4,09         |             |             |
|                |                    |                |              |              |             |             |
| Inscrits       | Inscrits           | Inscrits       | 7 962        | 100,00       | 7 960       | 100,00      |
| Abstentions    | Abstentions        | Abstentions    | 3 442        | 43,23        | 3 479       | 43,71       |
| Votants        | Votants            | Votants        | 4 520        | 56,77        | 4 481       | 56,29       |
| Blancs et nuls | Blancs et nuls     | Blancs et nuls | 145          | 3,21         | 278         | 6,20        |
| Exprimés       | Exprimés           | Exprimés       | 4 375        | 96,79        | 4 203       | 93,80       |

### Canton de Cany-Barville
| Candidat       | Candidat           | Étiquette      | Premier tour | Premier tour | Second tour | Second tour |
| Candidat       | Candidat           | Étiquette      | Voix         | %            | Voix        | %           |
| -------------- | ------------------ | -------------- | ------------ | ------------ | ----------- | ----------- |
|                | Bruno Thune        | PS             | 1 182        | 29,90        | 2 138       | 53,40       |
|                | Pierre-Luc Vimont  | DVD            | 833          | 21,07        | 1 866       | 46,60       |
|                | Sylvie Houzard     | DVD            | 601          | 15,20        |             |             |
|                | Sylvaine Poule     | FN             | 380          | 9,61         |             |             |
|                | Jérôme Stalin      | SE             | 271          | 6,86         |             |             |
|                | Robert Benmerah    | PRG            | 257          | 6,50         |             |             |
|                | Raymond Carpentier | SE             | 151          | 3,82         |             |             |
|                | Hervé Plessis      | PCF            | 148          | 3,74         |             |             |
|                | Dominique Lamarre  | EÉLV           | 130          | 3,29         |             |             |
|                |                    |                |              |              |             |             |
| Inscrits       | Inscrits           | Inscrits       | 7 115        | 100,00       | 7 114       | 100,00      |
| Abstentions    | Abstentions        | Abstentions    | 3 056        | 42,95        | 2 825       | 39,71       |
| Votants        | Votants            | Votants        | 4 059        | 57,05        | 4 289       | 60,29       |
| Blancs et nuls | Blancs et nuls     | Blancs et nuls | 106          | 2,61         | 285         | 6,61        |
| Exprimés       | Exprimés           | Exprimés       | 3 953        | 97,39        | 4 004       | 93,36       |

### Canton de Criquetot-l'Esneval
| Candidat       | Candidat            | Étiquette      | Premier tour | Premier tour | Second tour | Second tour |
| Candidat       | Candidat            | Étiquette      | Voix         | %            | Voix        | %           |
| -------------- | ------------------- | -------------- | ------------ | ------------ | ----------- | ----------- |
|                | Bertrand Lefrançois | DVD            | 1 554        | 24,78        | 3 242       | 52,56       |
|                | François Auber      | DVG            | 1 349        | 21,52        | 2 926       | 47,44       |
|                | Hervé Lepileur      | DVG            | 1 117        | 17,81        |             |             |
|                | Luc Meinerad        | FN             | 722          | 11,52        |             |             |
|                | Bernard Houssaye    | DVD            | 561          | 8,95         |             |             |
|                | Régine Debris       | EÉLV           | 316          | 5,04         |             |             |
|                | Louis Leroy         | PCF            | 259          | 4,13         |             |             |
|                | Clarisse Coufourier | DVD            | 238          | 3,80         |             |             |
|                | Patrick Bucourt     | DVD            | 154          | 2,46         |             |             |
|                |                     |                |              |              |             |             |
| Inscrits       | Inscrits            | Inscrits       | 11 929       | 100,00       | 11 929      | 100,00      |
| Abstentions    | Abstentions         | Abstentions    | 5 519        | 46,27        | 5 410       | 45,35       |
| Votants        | Votants             | Votants        | 6 410        | 53,73        | 6 519       | 54,65       |
| Blancs et nuls | Blancs et nuls      | Blancs et nuls | 140          | 2,18         | 351         | 5,38        |
| Exprimés       | Exprimés            | Exprimés       | 6 270        | 97,82        | 6 168       | 94,62       |

### Canton de Darnétal
| Candidat       | Candidat                  | Étiquette      | Premier tour | Premier tour | Second tour | Second tour |
| Candidat       | Candidat                  | Étiquette      | Voix         | %            | Voix        | %           |
| -------------- | ------------------------- | -------------- | ------------ | ------------ | ----------- | ----------- |
|                | Jacques-Antoine Philippe  | PS             | 2 955        | 34,61        | 5 873       | 68,26       |
|                | Élisabeth Lalanne de Haut | FN             | 1 745        | 20,44        | 2 731       | 31,74       |
|                | Bertrand Terreux          | NC             | 1 076        | 12,60        |             |             |
|                | Marie Chalin              | EÉLV           | 1 038        | 12,16        |             |             |
|                | Michèle Prevost           | DVD            | 1 010        | 11,83        |             |             |
|                | Olivier Demiselle         | PCF            | 540          | 6,32         |             |             |
|                | Patrick May               | DVG            | 174          | 2,04         |             |             |
|                |                           |                |              |              |             |             |
| Inscrits       | Inscrits                  | Inscrits       | 19 599       | 100,00       | 19 598      | 100,00      |
| Abstentions    | Abstentions               | Abstentions    | 10 883       | 55,53        | 10 171      | 51,90       |
| Votants        | Votants                   | Votants        | 8 716        | 44,47        | 9 427       | 48,10       |
| Blancs et nuls | Blancs et nuls            | Blancs et nuls | 178          | 2,04         | 823         | 8,73        |
| Exprimés       | Exprimés                  | Exprimés       | 8 538        | 97,96        | 8 604       | 91,27       |

### Canton de Dieppe-Est
| Candidat       | Candidat           | Étiquette      | Premier tour | Premier tour | Second tour | Second tour |
| Candidat       | Candidat           | Étiquette      | Voix         | %            | Voix        | %           |
| -------------- | ------------------ | -------------- | ------------ | ------------ | ----------- | ----------- |
|                | Sandrine Hurel*    | PS             | 2 467        | 38,97        | 3 187       | 100,00      |
|                | François Lefebvre  | PCF            | 1 495        | 23,61        |             |             |
|                | Thierry Dulière    | UMP            | 1 021        | 16,13        |             |             |
|                | Thierry Blassieaux | FN             | 917          | 14,48        |             |             |
|                | Frédéric Weisz     | EÉLV           | 431          | 6,81         |             |             |
|                |                    |                |              |              |             |             |
| Inscrits       | Inscrits           | Inscrits       | 13 797       | 100,00       | 13 807      | 100,00      |
| Abstentions    | Abstentions        | Abstentions    | 7 331        | 53,13        | 9 405       | 68,12       |
| Votants        | Votants            | Votants        | 6 466        | 46,87        | 4 402       | 31,88       |
| Blancs et nuls | Blancs et nuls     | Blancs et nuls | 135          | 2,09         | 1 215       | 27,60       |
| Exprimés       | Exprimés           | Exprimés       | 6 331        | 97,91        | 3 187       | 72,40       |

*sortant

### Canton de Duclair
| Candidat       | Candidat        | Étiquette      | Premier tour | Premier tour | Second tour | Second tour |
| Candidat       | Candidat        | Étiquette      | Voix         | %            | Voix        | %           |
| -------------- | --------------- | -------------- | ------------ | ------------ | ----------- | ----------- |
|                | Pierrette Canu  | PS             | 3 333        | 36,47        | 6 482       | 70,16       |
|                | Hubert Avenel   | FN             | 1 778        | 19,46        | 2 757       | 29,84       |
|                | Jean Delalandre | UMP            | 1 416        | 15,50        |             |             |
|                | Jérôme Andrieu  | PCF            | 773          | 8,46         |             |             |
|                | Claire Lutz     | EÉLV           | 720          | 7,88         |             |             |
|                | Dominique Ponty | LGM            | 648          | 7,09         |             |             |
|                | Jean Dupont     | NC             | 470          | 5,14         |             |             |
|                |                 |                |              |              |             |             |
| Inscrits       | Inscrits        | Inscrits       | 19 512       | 100,00       | 19 509      | 100,00      |
| Abstentions    | Abstentions     | Abstentions    | 10 118       | 51,86        | 9 495       | 48,67       |
| Votants        | Votants         | Votants        | 9 394        | 48,14        | 10 014      | 51,33       |
| Blancs et nuls | Blancs et nuls  | Blancs et nuls | 256          | 2,73         | 775         | 7,59        |
| Exprimés       | Exprimés        | Exprimés       | 9 138        | 97,27        | 9 239       | 92,41       |

### Canton de Fauville-en-Caux
| Candidat       | Candidat              | Étiquette      | Premier tour | Premier tour | Second tour | Second tour |
| Candidat       | Candidat              | Étiquette      | Voix         | %            | Voix        | %           |
| -------------- | --------------------- | -------------- | ------------ | ------------ | ----------- | ----------- |
|                | Jean-François Mayer*  | DVG            | 1 775        | 49,75        | 2 358       | 67,45       |
|                | Jean-François Lemesle | DVD            | 762          | 21,36        | 1 138       | 32,55       |
|                | Patricia Packert      | FN             | 392          | 10,99        |             |             |
|                | Éric Blond            | SE             | 281          | 7,88         |             |             |
|                | Laurent Godefroy      | PCF            | 186          | 5,21         |             |             |
|                | Michelle Neveu        | EÉLV           | 172          | 4,82         |             |             |
|                |                       |                |              |              |             |             |
| Inscrits       | Inscrits              | Inscrits       | 6 385        | 100,00       | 6 384       | 100,00      |
| Abstentions    | Abstentions           | Abstentions    | 2 742        | 42,94        | 2 722       | 42,64       |
| Votants        | Votants               | Votants        | 3 643        | 57,06        | 3 662       | 57,36       |
| Blancs et nuls | Blancs et nuls        | Blancs et nuls | 75           | 2,06         | 166         | 4,53        |
| Exprimés       | Exprimés              | Exprimés       | 3 568        | 97,94        | 3 496       | 95,47       |

*sortant

### Canton de Fécamp
| Candidat       | Candidat                    | Étiquette      | Premier tour | Premier tour | Second tour | Second tour |
| Candidat       | Candidat                    | Étiquette      | Voix         | %            | Voix        | %           |
| -------------- | --------------------------- | -------------- | ------------ | ------------ | ----------- | ----------- |
|                | Patrick Jeanne*             | PS             | 4 112        | 44,34        | 5 646       | 61,87       |
|                | Jean-Marie Crochemore       | DVD            | 1 776        | 19,15        | 3 479       | 38,13       |
|                | Jean-Claude Lalanne de Haut | FN             | 1 258        | 13,56        |             |             |
|                | David Roussel               | UMP            | 1 106        | 11,93        |             |             |
|                | Alain Plantaz               | EÉLV           | 678          | 7,31         |             |             |
|                | Jacques Louiset             | PCF            | 344          | 3,71         |             |             |
|                |                             |                |              |              |             |             |
| Inscrits       | Inscrits                    | Inscrits       | 21 400       | 100,00       | 21 400      | 100,00      |
| Abstentions    | Abstentions                 | Abstentions    | 11 957       | 55,87        | 11 846      | 55,36       |
| Votants        | Votants                     | Votants        | 9 443        | 44,13        | 9 554       | 44,64       |
| Blancs et nuls | Blancs et nuls              | Blancs et nuls | 169          | 1,79         | 429         | 4,49        |
| Exprimés       | Exprimés                    | Exprimés       | 9 274        | 98,21        | 9 125       | 95,51       |

*sortant

### Canton de Fontaine-le-Dun
| Candidat       | Candidat           | Étiquette      | Premier tour | Premier tour |
| Candidat       | Candidat           | Étiquette      | Voix         | %            |
| -------------- | ------------------ | -------------- | ------------ | ------------ |
|                | Dominique Chauvel* | PS             | 1 302        | 59,26        |
|                | Jean-Marie Ferment | UMP            | 553          | 25,17        |
|                | Monique Forest     | FN             | 262          | 11,93        |
|                | Stéphane Besenwald | PCF            | 80           | 3,64         |
|                |                    |                |              |              |
| Inscrits       | Inscrits           | Inscrits       | 3 770        | 100,00       |
| Abstentions    | Abstentions        | Abstentions    | 1 518        | 40,27        |
| Votants        | Votants            | Votants        | 2 252        | 59,73        |
| Blancs et nuls | Blancs et nuls     | Blancs et nuls | 55           | 2,44         |
| Exprimés       | Exprimés           | Exprimés       | 2 197        | 97,56        |

*sortant

### Canton de Gonfreville-l'Orcher
| Candidat       | Candidat             | Étiquette      | Premier tour | Premier tour | Second tour | Second tour |
| Candidat       | Candidat             | Étiquette      | Voix         | %            | Voix        | %           |
| -------------- | -------------------- | -------------- | ------------ | ------------ | ----------- | ----------- |
|                | François Guégan*     | PCF            | 3 077        | 53,41        | 4 406       | 74,56       |
|                | Claude Rey           | FN             | 1 160        | 20,14        | 1 503       | 25,45       |
|                | Najwa El Haïté       | PS             | 730          | 12,67        |             |             |
|                | Jean-Pierre Heranval | UMP            | 487          | 8,45         |             |             |
|                | Annie Drogou         | EÉLV           | 307          | 5,33         |             |             |
|                |                      |                |              |              |             |             |
| Inscrits       | Inscrits             | Inscrits       | 13 776       | 100,00       | 13 776      | 100,00      |
| Abstentions    | Abstentions          | Abstentions    | 7 886        | 57,24        | 7 625       | 55,35       |
| Votants        | Votants              | Votants        | 5 890        | 42,76        | 6 151       | 44,65       |
| Blancs et nuls | Blancs et nuls       | Blancs et nuls | 129          | 2,19         | 242         | 3,93        |
| Exprimés       | Exprimés             | Exprimés       | 5 761        | 97,81        | 5 909       | 96,07       |

*sortant

### Canton de Grand-Couronne
| Candidat       | Candidat          | Étiquette      | Premier tour | Premier tour | Second tour | Second tour |
| Candidat       | Candidat          | Étiquette      | Voix         | %            | Voix        | %           |
| -------------- | ----------------- | -------------- | ------------ | ------------ | ----------- | ----------- |
|                | Dominique Randon* | PS             | 3 423        | 38,12        | 5 340       | 100,00      |
|                | Patrice Dupray    | PCF            | 2 161        | 24,07        |             |             |
|                | Nicolas Bay       | FN             | 1 922        | 21,41        |             |             |
|                | Francis Pautrat   | UMP            | 756          | 8,42         |             |             |
|                | David Cormand     | EÉLV           | 717          | 7,99         |             |             |
|                |                   |                |              |              |             |             |
| Inscrits       | Inscrits          | Inscrits       | 20 469       | 100,00       | 20 469      | 100,00      |
| Abstentions    | Abstentions       | Abstentions    | 11 254       | 54,98        | 13 455      | 65,73       |
| Votants        | Votants           | Votants        | 9 215        | 45,02        | 7 014       | 34,27       |
| Blancs et nuls | Blancs et nuls    | Blancs et nuls | 236          | 2,56         | 1 674       | 23,87       |
| Exprimés       | Exprimés          | Exprimés       | 8 979        | 97,44        | 5 340       | 76,13       |

*sortant

### Canton du Havre-3
| Candidat       | Candidat                    | Étiquette      | Premier tour | Premier tour | Second tour | Second tour |
| Candidat       | Candidat                    | Étiquette      | Voix         | %            | Voix        | %           |
| -------------- | --------------------------- | -------------- | ------------ | ------------ | ----------- | ----------- |
|                | Gérard Heuzé*               | PS             | 1 252        | 26,50        | 3 176       | 65,81       |
|                | Philippe Fouché-Saillenfest | FN             | 1 073        | 22,71        | 1 650       | 34,19       |
|                | Nadine Lahoussaine          | PCF            | 1 033        | 21,86        |             |             |
|                | Sébastien Tasserie          | UMP            | 860          | 18,20        |             |             |
|                | Alexis Deck                 | EÉLV           | 399          | 8,44         |             |             |
|                | Samuel Grasset              | NC             | 108          | 2,29         |             |             |
|                |                             |                |              |              |             |             |
| Inscrits       | Inscrits                    | Inscrits       | 15 097       | 100,00       | 15 097      | 100,00      |
| Abstentions    | Abstentions                 | Abstentions    | 10 203       | 67,58        | 9 779       | 64,77       |
| Votants        | Votants                     | Votants        | 4 894        | 32,42        | 5 318       | 35,23       |
| Blancs et nuls | Blancs et nuls              | Blancs et nuls | 169          | 3,45         | 492         | 9,25        |
| Exprimés       | Exprimés                    | Exprimés       | 4 725        | 96,55        | 4 826       | 90,75       |

*sortant

### Canton du Havre-4
| Candidat       | Candidat                 | Étiquette      | Premier tour | Premier tour | Second tour | Second tour |
| Candidat       | Candidat                 | Étiquette      | Voix         | %            | Voix        | %           |
| -------------- | ------------------------ | -------------- | ------------ | ------------ | ----------- | ----------- |
|                | Agnès Firmin-Le Bodo     | UMP            | 1 108        | 34,81        | 1 678       | 50,76       |
|                | Yves Bertrand            | PRG            | 699          | 21,96        | 1 628       | 49,24       |
|                | Michel Coletta           | EÉLV           | 487          | 15,30        |             |             |
|                | Laure Delahais           | FN             | 388          | 12,19        |             |             |
|                | Jean-Pierre Sceaux       | PCF            | 318          | 9,99         |             |             |
|                | Francine Valetoux        | NC             | 120          | 3,77         |             |             |
|                | Thomas Avenel            | PPLD           | 35           | 1,10         |             |             |
|                | Jean-Yves Metayer-Robbes | DVD            | 28           | 0,88         |             |             |
|                |                          |                |              |              |             |             |
| Inscrits       | Inscrits                 | Inscrits       | 10 059       | 100,00       | 10 057      | 100,00      |
| Abstentions    | Abstentions              | Abstentions    | 6 788        | 67,48        | 6 508       | 64,71       |
| Votants        | Votants                  | Votants        | 3 271        | 32,52        | 3 549       | 35,29       |
| Blancs et nuls | Blancs et nuls           | Blancs et nuls | 88           | 2,69         | 243         | 6,85        |
| Exprimés       | Exprimés                 | Exprimés       | 3 183        | 97,31        | 3 306       | 93,15       |

### Canton du Havre-9
| Candidat       | Candidat             | Étiquette      | Premier tour | Premier tour | Second tour | Second tour |
| Candidat       | Candidat             | Étiquette      | Voix         | %            | Voix        | %           |
| -------------- | -------------------- | -------------- | ------------ | ------------ | ----------- | ----------- |
|                | Michel Barrier*      | PCF            | 930          | 25,99        | 2 036       | 100,00      |
|                | Matthieu Brasse      | PS             | 916          | 25,60        |             |             |
|                | Karine Hue           | FN             | 832          | 23,25        |             |             |
|                | Josépha Retout       | NC             | 615          | 17,19        |             |             |
|                | Catherine Mocquard   | EÉLV           | 194          | 5,42         |             |             |
|                | Wilfried Nzue Edzang | SE             | 41           | 1,15         |             |             |
|                | Georges Aurigny      | PT             | 35           | 0,98         |             |             |
|                | Nathalie Perret      | PPLD           | 15           | 0,42         |             |             |
|                |                      |                |              |              |             |             |
| Inscrits       | Inscrits             | Inscrits       | 12 735       | 100,00       | 12 733      | 100,00      |
| Abstentions    | Abstentions          | Abstentions    | 9 052        | 71,08        | 9 860       | 77,44       |
| Votants        | Votants              | Votants        | 3 683        | 28,92        | 2 873       | 22,56       |
| Blancs et nuls | Blancs et nuls       | Blancs et nuls | 105          | 2,85         | 837         | 29,13       |
| Exprimés       | Exprimés             | Exprimés       | 3 578        | 97,15        | 2 036       | 70,87       |

*sortant

### Canton de Lillebonne
| Candidat       | Candidat               | Étiquette      | Premier tour | Premier tour | Second tour | Second tour |
| Candidat       | Candidat               | Étiquette      | Voix         | %            | Voix        | %           |
| -------------- | ---------------------- | -------------- | ------------ | ------------ | ----------- | ----------- |
|                | Philippe Leroux        | UMP            | 2 610        | 29,77        | 4 139       | 47,58       |
|                | Nicolas Beaussart*     | PS             | 2 397        | 27,34        | 4 560       | 52,42       |
|                | Françoise Innemer      | FN             | 1 397        | 15,93        |             |             |
|                | Paul Dhaille           | PRG            | 1 048        | 11,95        |             |             |
|                | Pascal Szalek          | EÉLV           | 630          | 7,19         |             |             |
|                | Marie-Odile Lecourtois | PCF            | 519          | 5,92         |             |             |
|                | Gilbert Martinez       | FASE           | 111          | 1,27         |             |             |
|                | Mansour El Jordi       | SE             | 55           | 0,63         |             |             |
|                |                        |                |              |              |             |             |
| Inscrits       | Inscrits               | Inscrits       | 20 936       | 100,00       | 20 933      | 100,00      |
| Abstentions    | Abstentions            | Abstentions    | 11 986       | 57,25        | 11 699      | 55,89       |
| Votants        | Votants                | Votants        | 8 950        | 42,75        | 9 234       | 44,11       |
| Blancs et nuls | Blancs et nuls         | Blancs et nuls | 183          | 2,04         | 535         | 5,79        |
| Exprimés       | Exprimés               | Exprimés       | 8 767        | 97,96        | 8 699       | 94,21       |

*sortant

### Canton de Londinières
| Candidat       | Candidat        | Étiquette      | Premier tour | Premier tour |
| Candidat       | Candidat        | Étiquette      | Voix         | %            |
| -------------- | --------------- | -------------- | ------------ | ------------ |
|                | Michel Fouquet* | DVG            | 1 501        | 70,80        |
|                | Arlette Grasso  | FN             | 402          | 18,96        |
|                | Fabrice Dubus   | UMP            | 217          | 10,24        |
|                |                 |                |              |              |
| Inscrits       | Inscrits        | Inscrits       | 3 941        | 100,00       |
| Abstentions    | Abstentions     | Abstentions    | 1 736        | 44,05        |
| Votants        | Votants         | Votants        | 2 205        | 55,95        |
| Blancs et nuls | Blancs et nuls  | Blancs et nuls | 85           | 3,85         |
| Exprimés       | Exprimés        | Exprimés       | 2 120        | 96,15        |

*sortant

### Canton de Longueville-sur-Scie
| Candidat       | Candidat          | Étiquette      | Premier tour | Premier tour | Second tour | Second tour |
| Candidat       | Candidat          | Étiquette      | Voix         | %            | Voix        | %           |
| -------------- | ----------------- | -------------- | ------------ | ------------ | ----------- | ----------- |
|                | Serge Boulanger*  | PS             | 1 503        | 47,65        | 1 964       | 65,73       |
|                | Chantal Cottereau | DVD            | 768          | 24,35        | 1 024       | 34,27       |
|                | Josette Delaistre | FN             | 518          | 16,42        |             |             |
|                | Annette Roussel   | EÉLV           | 202          | 6,40         |             |             |
|                | Didier Marchand   | PCF            | 163          | 5,17         |             |             |
|                |                   |                |              |              |             |             |
| Inscrits       | Inscrits          | Inscrits       | 6 065        | 100,00       | 6 061       | 100,00      |
| Abstentions    | Abstentions       | Abstentions    | 2 804        | 46,23        | 2 857       | 47,14       |
| Votants        | Votants           | Votants        | 3 261        | 53,77        | 3 204       | 52,86       |
| Blancs et nuls | Blancs et nuls    | Blancs et nuls | 107          | 3,28         | 216         | 6,74        |
| Exprimés       | Exprimés          | Exprimés       | 3 154        | 96,72        | 2 988       | 93,26       |

*sortant

### Canton de Maromme
| Candidat       | Candidat         | Étiquette      | Premier tour | Premier tour | Second tour | Second tour |
| Candidat       | Candidat         | Étiquette      | Voix         | %            | Voix        | %           |
| -------------- | ---------------- | -------------- | ------------ | ------------ | ----------- | ----------- |
|                | David Lamiray*   | PS             | 3 492        | 50,62        | 5 399       | 75,47       |
|                | David Tabesse    | FN             | 1 215        | 17,61        | 1 755       | 24,53       |
|                | Boris Lecoeur    | PCF            | 949          | 13,76        |             |             |
|                | Sandrine Henri   | DVD            | 545          | 7,90         |             |             |
|                | Gérard Levillain | EÉLV           | 504          | 7,31         |             |             |
|                | Frank Prouhet    | NPA            | 194          | 2,81         |             |             |
|                |                  |                |              |              |             |             |
| Inscrits       | Inscrits         | Inscrits       | 16 564       | 100,00       | 16 564      | 100,00      |
| Abstentions    | Abstentions      | Abstentions    | 9 515        | 57,44        | 9 013       | 54,41       |
| Votants        | Votants          | Votants        | 7 049        | 42,56        | 7 551       | 45,59       |
| Blancs et nuls | Blancs et nuls   | Blancs et nuls | 150          | 2,13         | 397         | 5,26        |
| Exprimés       | Exprimés         | Exprimés       | 6 899        | 97,87        | 7 154       | 94,71       |

*sortant

### Canton de Mont-Saint-Aignan
| Candidat       | Candidat                  | Étiquette      | Premier tour | Premier tour | Second tour | Second tour |
| Candidat       | Candidat                  | Étiquette      | Voix         | %            | Voix        | %           |
| -------------- | ------------------------- | -------------- | ------------ | ------------ | ----------- | ----------- |
|                | Pierre Léautey*           | PS             | 2 992        | 35,41        | 4 834       | 58,09       |
|                | Catherine Flavigny        | UMP            | 2 494        | 29,52        | 3 488       | 41,91       |
|                | Stéphanie Taleb-Tranchard | EÉLV           | 1 254        | 14,84        |             |             |
|                | Jean-Claude Gaillard      | FN             | 1 221        | 14,45        |             |             |
|                | Martine Gest              | PCF            | 488          | 5,78         |             |             |
|                |                           |                |              |              |             |             |
| Inscrits       | Inscrits                  | Inscrits       | 20 525       | 100,00       | 20 526      | 100,00      |
| Abstentions    | Abstentions               | Abstentions    | 11 940       | 58,17        | 11 752      | 57,25       |
| Votants        | Votants                   | Votants        | 8 585        | 41,83        | 8 774       | 42,75       |
| Blancs et nuls | Blancs et nuls            | Blancs et nuls | 136          | 1,58         | 452         | 5,15        |
| Exprimés       | Exprimés                  | Exprimés       | 8 449        | 98,42        | 8 322       | 94,85       |

*sortant

### Canton de Neufchâtel-en-Bray
| Candidat       | Candidat            | Étiquette      | Premier tour | Premier tour |
| Candidat       | Candidat            | Étiquette      | Voix         | %            |
| -------------- | ------------------- | -------------- | ------------ | ------------ |
|                | Dany Minel*         | DVG            | 2 903        | 57,15        |
|                | Willy Lamulle       | DVD            | 982          | 19,33        |
|                | Philippe Grez       | FN             | 565          | 11,12        |
|                | Serge Renaudin      | DVD            | 311          | 6,12         |
|                | Jocelyne Pesqué     | EÉLV           | 160          | 3,15         |
|                | Anne-Marie Corroyer | PCF            | 159          | 3,13         |
|                |                     |                |              |              |
| Inscrits       | Inscrits            | Inscrits       | 8 982        | 100,00       |
| Abstentions    | Abstentions         | Abstentions    | 3 808        | 42,40        |
| Votants        | Votants             | Votants        | 5 174        | 57,60        |
| Blancs et nuls | Blancs et nuls      | Blancs et nuls | 94           | 1,82         |
| Exprimés       | Exprimés            | Exprimés       | 5 080        | 98,18        |

*sortant

### Canton d'Ourville-en-Caux
| Candidat       | Candidat         | Étiquette      | Premier tour | Premier tour |
| Candidat       | Candidat         | Étiquette      | Voix         | %            |
| -------------- | ---------------- | -------------- | ------------ | ------------ |
|                | Yvon Pesquet*    | UMP            | 1 203        | 62,72        |
|                | Charlotte Goujon | PS             | 382          | 19,92        |
|                | Vincent Hue      | FN             | 247          | 12,88        |
|                | Jérôme Piquenot  | PCF            | 86           | 4,48         |
|                |                  |                |              |              |
| Inscrits       | Inscrits         | Inscrits       | 3 552        | 100,00       |
| Abstentions    | Abstentions      | Abstentions    | 1 591        | 44,79        |
| Votants        | Votants          | Votants        | 1 961        | 55,21        |
| Blancs et nuls | Blancs et nuls   | Blancs et nuls | 43           | 2,19         |
| Exprimés       | Exprimés         | Exprimés       | 1 918        | 97,81        |

*sortant

### Canton de Pavilly
| Candidat       | Candidat               | Étiquette      | Premier tour | Premier tour | Second tour | Second tour |
| Candidat       | Candidat               | Étiquette      | Voix         | %            | Voix        | %           |
| -------------- | ---------------------- | -------------- | ------------ | ------------ | ----------- | ----------- |
|                | Pascal Marchal*        | PS             | 4 654        | 46,88        | 6 995       | 69,22       |
|                | Timothée Houssin       | FN             | 2 077        | 20,92        | 3 110       | 30,78       |
|                | Valérie Karmere-Loisel | UMP            | 1 440        | 14,51        |             |             |
|                | Thibault Nivière       | EÉLV           | 1 022        | 10,30        |             |             |
|                | Anne-Marie Blondel     | PCF            | 734          | 7,39         |             |             |
|                |                        |                |              |              |             |             |
| Inscrits       | Inscrits               | Inscrits       | 22 756       | 100,00       | 22 756      | 100,00      |
| Abstentions    | Abstentions            | Abstentions    | 12 537       | 55,09        | 11 852      | 52,08       |
| Votants        | Votants                | Votants        | 10 219       | 44,91        | 10 904      | 47,92       |
| Blancs et nuls | Blancs et nuls         | Blancs et nuls | 292          | 2,86         | 799         | 7,33        |
| Exprimés       | Exprimés               | Exprimés       | 9 927        | 97,14        | 10 105      | 92,67       |

*sortant

### Canton de Rouen-4
| Candidat       | Candidat            | Étiquette      | Premier tour | Premier tour | Second tour | Second tour |
| Candidat       | Candidat            | Étiquette      | Voix         | %            | Voix        | %           |
| -------------- | ------------------- | -------------- | ------------ | ------------ | ----------- | ----------- |
|                | Caroline Dutarte    | PS             | 744          | 31,90        | 1 475       | 65,64       |
|                | Edgar Menguy        | UMP            | 499          | 21,40        | 772         | 34,36       |
|                | Patrick Lemaçon     | FN             | 376          | 16,12        |             |             |
|                | Françoise Lesconnec | EÉLV           | 337          | 14,45        |             |             |
|                | Carine Goupil       | PCF            | 274          | 11,75        |             |             |
|                | José Marin          | NPA            | 70           | 3,00         |             |             |
|                | Gabriel Calippe     | POI            | 32           | 1,37         |             |             |
|                |                     |                |              |              |             |             |
| Inscrits       | Inscrits            | Inscrits       | 5 747        | 100,00       | 5 747       | 100,00      |
| Abstentions    | Abstentions         | Abstentions    | 3 354        | 58,36        | 3 313       | 57,65       |
| Votants        | Votants             | Votants        | 2 393        | 41,64        | 2 434       | 42,35       |
| Blancs et nuls | Blancs et nuls      | Blancs et nuls | 61           | 2,55         | 187         | 7,68        |
| Exprimés       | Exprimés            | Exprimés       | 2 332        | 97,45        | 2 247       | 92,32       |

*sortant

### Canton de Rouen-5
| Candidat       | Candidat                | Étiquette      | Premier tour | Premier tour | Second tour | Second tour |
| Candidat       | Candidat                | Étiquette      | Voix         | %            | Voix        | %           |
| -------------- | ----------------------- | -------------- | ------------ | ------------ | ----------- | ----------- |
|                | Christine Rambaud*      | PS             | 808          | 27,86        | 1 572       | 55,74       |
|                | Jean-François Bures     | UMP            | 584          | 20,14        | 1 248       | 44,26       |
|                | Cyrille Grenot          | NC             | 479          | 16,52        |             |             |
|                | Michel Pupin            | FN             | 426          | 14,69        |             |             |
|                | Martine Fauchard        | EÉLV           | 391          | 13,48        |             |             |
|                | Hugues Vigier           | PCF            | 169          | 5,83         |             |             |
|                | Hubert de Bailliencourt | MPF            | 43           | 1,48         |             |             |
|                |                         |                |              |              |             |             |
| Inscrits       | Inscrits                | Inscrits       | 7 595        | 100,00       | 7 595       | 100,00      |
| Abstentions    | Abstentions             | Abstentions    | 4 647        | 61,18        | 4 588       | 60,41       |
| Votants        | Votants                 | Votants        | 2 948        | 38,82        | 3 007       | 39,59       |
| Blancs et nuls | Blancs et nuls          | Blancs et nuls | 48           | 1,63         | 187         | 6,16        |
| Exprimés       | Exprimés                | Exprimés       | 2 900        | 98,37        | 2 820       | 93,84       |

*sortant

### Canton de Rouen-6
| Candidat       | Candidat           | Étiquette      | Premier tour | Premier tour | Second tour | Second tour |
| Candidat       | Candidat           | Étiquette      | Voix         | %            | Voix        | %           |
| -------------- | ------------------ | -------------- | ------------ | ------------ | ----------- | ----------- |
|                | Mamadou Diallo     | PS             | 1 511        | 34,26        | 3 399       | 72,44       |
|                | Bruno Paluteau     | FN             | 814          | 18,45        | 1 293       | 27,56       |
|                | Stéphane Martot    | EÉLV           | 660          | 14,96        |             |             |
|                | Salah Benbia       | UMP            | 514          | 11,65        |             |             |
|                | Hélène Klein       | PCF            | 449          | 10,18        |             |             |
|                | Laurence de Kergal | NC             | 247          | 5,60         |             |             |
|                | Christophe Chomant | LGM            | 103          | 2,34         |             |             |
|                | Brigitte Brière    | DLR            | 87           | 1,97         |             |             |
|                | Isabelle Plouchard | PPLD           | 26           | 0,59         |             |             |
|                |                    |                |              |              |             |             |
| Inscrits       | Inscrits           | Inscrits       | 12 087       | 100,00       | 12 087      | 100,00      |
| Abstentions    | Abstentions        | Abstentions    | 7 588        | 62,78        | 7 017       | 58,05       |
| Votants        | Votants            | Votants        | 4 499        | 37,22        | 5 070       | 41,95       |
| Blancs et nuls | Blancs et nuls     | Blancs et nuls | 88           | 1,96         | 378         | 7,46        |
| Exprimés       | Exprimés           | Exprimés       | 4 411        | 98,04        | 4 692       | 92,54       |

*sortant

### Canton de Rouen-7
| Candidat       | Candidat              | Étiquette      | Premier tour | Premier tour | Second tour | Second tour |
| Candidat       | Candidat              | Étiquette      | Voix         | %            | Voix        | %           |
| -------------- | --------------------- | -------------- | ------------ | ------------ | ----------- | ----------- |
|                | Ludovic Delesque      | PS             | 1 027        | 35,10        | 1 317       | 53,21       |
|                | Jean-Michel Bérégovoy | EÉLV           | 619          | 21,16        | 1 158       | 46,79       |
|                | Bruno Devaux          | UMP            | 555          | 18,97        |             |             |
|                | Guy Allain            | FN             | 423          | 14,46        |             |             |
|                | Amélie Louvet         | PCF            | 207          | 7,07         |             |             |
|                | Alain Mbongo Oyi      | NC             | 68           | 2,32         |             |             |
|                | Gérard Mannig         | PPLD           | 27           | 0,92         |             |             |
|                |                       |                |              |              |             |             |
| Inscrits       | Inscrits              | Inscrits       | 7 170        | 100,00       | 7 170       | 100,00      |
| Abstentions    | Abstentions           | Abstentions    | 4 179        | 58,28        | 4 353       | 60,71       |
| Votants        | Votants               | Votants        | 2 991        | 41,72        | 2 817       | 39,29       |
| Blancs et nuls | Blancs et nuls        | Blancs et nuls | 65           | 2,17         | 342         | 12,17       |
| Exprimés       | Exprimés              | Exprimés       | 2 926        | 97,83        | 2 475       | 87,83       |

*sortant

### Canton de Saint-Étienne-du-Rouvray
| Candidat       | Candidat           | Étiquette      | Premier tour | Premier tour | Second tour | Second tour |
| Candidat       | Candidat           | Étiquette      | Voix         | %            | Voix        | %           |
| -------------- | ------------------ | -------------- | ------------ | ------------ | ----------- | ----------- |
|                | Hubert Wulfranc*   | PCF            | 3 675        | 57,66        | 5 007       | 78,16       |
|                | Jacques Gaillard   | FN             | 1 058        | 16,60        | 1 399       | 21,84       |
|                | David Fontaine     | PS             | 731          | 11,47        |             |             |
|                | Michel Champalbert | PRV            | 386          | 6,06         |             |             |
|                | Jaeoad K’hili      | EÉLV           | 380          | 5,96         |             |             |
|                | Olivier Petit      | NPA            | 123          | 1,93         |             |             |
|                | Philippe Renoult   | PPLD           | 21           | 0,33         |             |             |
|                |                    |                |              |              |             |             |
| Inscrits       | Inscrits           | Inscrits       | 14 787       | 100,00       | 14 787      | 100,00      |
| Abstentions    | Abstentions        | Abstentions    | 8 307        | 56,18        | 8 092       | 54,72       |
| Votants        | Votants            | Votants        | 6 480        | 43,82        | 6 695       | 45,28       |
| Blancs et nuls | Blancs et nuls     | Blancs et nuls | 106          | 1,64         | 289         | 4,32        |
| Exprimés       | Exprimés           | Exprimés       | 6 374        | 98,36        | 6 406       | 95,68       |

*sortant

### Canton de Saint-Valery-en-Caux
| Candidat       | Candidat       | Étiquette      | Premier tour | Premier tour | Second tour | Second tour |
| Candidat       | Candidat       | Étiquette      | Voix         | %            | Voix        | %           |
| -------------- | -------------- | -------------- | ------------ | ------------ | ----------- | ----------- |
|                | Jacky Héloury* | PS             | 1 619        | 47,87        | 2 047       | 61,47       |
|                | Alain Lepreux  | DVD            | 975          | 28,83        | 1 283       | 38,53       |
|                | Thierry Légier | FN             | 524          | 15,49        |             |             |
|                | Pascal Honel   | PCF            | 264          | 7,81         |             |             |
|                |                |                |              |              |             |             |
| Inscrits       | Inscrits       | Inscrits       | 7 310        | 100,00       | 7 309       | 100,00      |
| Abstentions    | Abstentions    | Abstentions    | 3 822        | 52,28        | 3 772       | 51,61       |
| Votants        | Votants        | Votants        | 3 488        | 47,72        | 3 537       | 48,39       |
| Blancs et nuls | Blancs et nuls | Blancs et nuls | 106          | 3,04         | 207         | 5,85        |
| Exprimés       | Exprimés       | Exprimés       | 3 382        | 96,96        | 3 330       | 94,15       |

*sortant

### Canton de Sotteville-lès-Rouen-Ouest
| Candidat       | Candidat           | Étiquette      | Premier tour | Premier tour | Second tour | Second tour |
| Candidat       | Candidat           | Étiquette      | Voix         | %            | Voix        | %           |
| -------------- | ------------------ | -------------- | ------------ | ------------ | ----------- | ----------- |
|                | Luce Pane*         | PS             | 2 926        | 55,42        | 4 219       | 75,26       |
|                | Romain Barelle     | FN             | 1 142        | 21,63        | 1 387       | 24,74       |
|                | Benoît Hébert      | ALT            | 640          | 12,12        |             |             |
|                | Véronique Christol | PCF            | 572          | 10,83        |             |             |
|                |                    |                |              |              |             |             |
| Inscrits       | Inscrits           | Inscrits       | 13 804       | 100,00       | 13 804      | 100,00      |
| Abstentions    | Abstentions        | Abstentions    | 8 229        | 59,61        | 7 815       | 56,61       |
| Votants        | Votants            | Votants        | 5 575        | 40,39        | 5 989       | 43,39       |
| Blancs et nuls | Blancs et nuls     | Blancs et nuls | 295          | 5,29         | 383         | 6,40        |
| Exprimés       | Exprimés           | Exprimés       | 5 280        | 94,71        | 5 606       | 93,60       |

*sortant

### Canton de Tôtes
| Candidat       | Candidat                | Étiquette      | Premier tour | Premier tour | Second tour | Second tour |
| Candidat       | Candidat                | Étiquette      | Voix         | %            | Voix        | %           |
| -------------- | ----------------------- | -------------- | ------------ | ------------ | ----------- | ----------- |
|                | Chantal Furon-Bataille* | UMP            | 1 948        | 41,03        | 2 393       | 50,52       |
|                | Noëlla Bellanger        | PS             | 1 634        | 34,41        | 2 344       | 49,48       |
|                | Muriel Poindefer        | FN             | 878          | 18,49        |             |             |
|                | Christine Moreau        | R&S            | 288          | 6,07         |             |             |
|                |                         |                |              |              |             |             |
| Inscrits       | Inscrits                | Inscrits       | 9 404        | 100,00       | 9 403       | 100,00      |
| Abstentions    | Abstentions             | Abstentions    | 4 521        | 48,08        | 4 387       | 46,66       |
| Votants        | Votants                 | Votants        | 4 883        | 51,92        | 5 016       | 53,34       |
| Blancs et nuls | Blancs et nuls          | Blancs et nuls | 135          | 2,76         | 279         | 5,54        |
| Exprimés       | Exprimés                | Exprimés       | 4 748        | 97,24        | 4 737       | 94,46       |

*sortant

### Canton de Valmont
| Candidat       | Candidat          | Étiquette      | Premier tour | Premier tour | Second tour | Second tour |
| Candidat       | Candidat          | Étiquette      | Voix         | %            | Voix        | %           |
| -------------- | ----------------- | -------------- | ------------ | ------------ | ----------- | ----------- |
|                | Alain Bazille*    | UMP            | 1 988        | 45,85        | 2 347       | 55,51       |
|                | Michel Raffier    | PS             | 1 154        | 26,89        | 1 881       | 44,49       |
|                | Clovis Gaillard   | FN             | 648          | 15,10        |             |             |
|                | Didier Velty      | EÉLV           | 267          | 6,22         |             |             |
|                | Monique Cuvillier | NPA            | 159          | 3,70         |             |             |
|                | Gaspard Cassius   | PCF            | 96           | 2,24         |             |             |
|                |                   |                |              |              |             |             |
| Inscrits       | Inscrits          | Inscrits       | 8 499        | 100,00       | 8 486       | 100,00      |
| Abstentions    | Abstentions       | Abstentions    | 4 115        | 48,42        | 4 024       | 47,42       |
| Votants        | Votants           | Votants        | 4 384        | 51,58        | 4 462       | 52,58       |
| Blancs et nuls | Blancs et nuls    | Blancs et nuls | 92           | 2,10         | 234         | 5,24        |
| Exprimés       | Exprimés          | Exprimés       | 4 292        | 97,90        | 4 228       | 94,76       |

*sortant